# NGC 4093
NGC 4093 é uma galáxia  localizada na direcção da constelação de Coma Berenices. Possui uma declinação de +20° 31' 20" e uma ascensão recta de 12 horas, 05 minutos e 51,4 segundos.
A galáxia NGC 4093 foi descoberta em 4 de Maio de 1864 por Heinrich Louis d'Arrest.